# Pachycnema rostrata
Pachycnema rostrata är en skalbaggsart som beskrevs av Hermann Burmeister 1844. Pachycnema rostrata ingår i släktet Pachycnema och familjen Melolonthidae. Inga underarter finns listade i Catalogue of Life.